# Marudo
Marudo est une commune italienne de la province de Lodi, en région Lombardie.

## Géographie
Marudo fait partie des communes de limitrophes du chef-lieu Lodi.

## Histoire
Marudo a appartenu au Xe siècle aux Monastères de Sainte Claire de Ollona et, ensuite, de Saint Pierre de Lodi et à plusieurs sociétés religieuses. Après c'était des Archinto (1731) et des Marqueses Cusani.

## Économie
Les activités principales sont la culture du riz et l'élevage de vaches. De nombreux habitants sont employés dans les villes à proximité.

## Culture
L'église paroissiale est dédiée à saint Gervais et saint Protais. Elle a été édifiée en 1790 sur les restes d'un ancien oratoire, d'où il reste des anciennes fresques dans la même église.

## Administration
| Période                                  | Période | Identité | Étiquette | Qualité |
| ---------------------------------------- | ------- | -------- | --------- | ------- |
|                                          |         |          |           |         |
| Les données manquantes sont à compléter. |         |          |           |         |

### Communes limitrophes
Caselle Lurani, Castiraga Vidardo, Valera Fratta, Sant'Angelo Lodigiano, Villanterio